# Rose (film, 1957)
Rose Bernd
Pour les articles homonymes, voir Rose et Rose Bernd (homonymie).
Pour plus de détails, voir Fiche technique et Distribution.
Rose (sorti en Belgique sous le titre original Rose Bernd) est un film allemand réalisé par Wolfgang Staudte et sorti en 1957.

## Synopsis
Rose Bernd est une jolie fermière qui attire malgré elle tous les hommes de son village. Deux hommes, Christoph Flamm, son patron, et Arthur Streckmann, un pilote d'excavatrice, parviennent à leurs fins avec elle et la jeune femme tombe enceinte. Le père de Rose décide de porter plainte.

## Fiche technique
- Titre : Rose
- Titre original : Rose Bernd
- Titre belge : Rose Bernd
- Réalisation : Wolfgang Staudte
- Scénario : Walter Ulbrich d'après la pièce de théâtre de Gerhart Hauptmann
- Musique : Herbert Windt
- Photographie : Klaus von Rautenfeld
- Montage : Lilian Seng
- Production : Gottfried Wegeleben
- Société de production : Bavaria Film
- Société de distribution : Cocinor (France)
- Pays :  Allemagne de l'Ouest
- Genre : Drame
- Durée : 98 minutes
- Dates de sortie : 
  -  Allemagne de l'Ouest : 1er février 1957
  -  France : 29 octobre 1957

## Distribution
- Maria Schell : Rose Bernd
- Raf Vallone : Arthur Streckmann
- Käthe Gold : Henriette Flamm
- Leopold Biberti : Christoph Flamm
- Hannes Messemer : August Keil
- Arthur Wiesner : le père Bernd
- Krista Keller : Maria Schubert
- Siegfried Lowitz : le juge
- Helmut Brasch

## Distinctions
Le film a été présenté en sélection officielle en compétition au Festival de Cannes 1957.